# Peschkenhaus

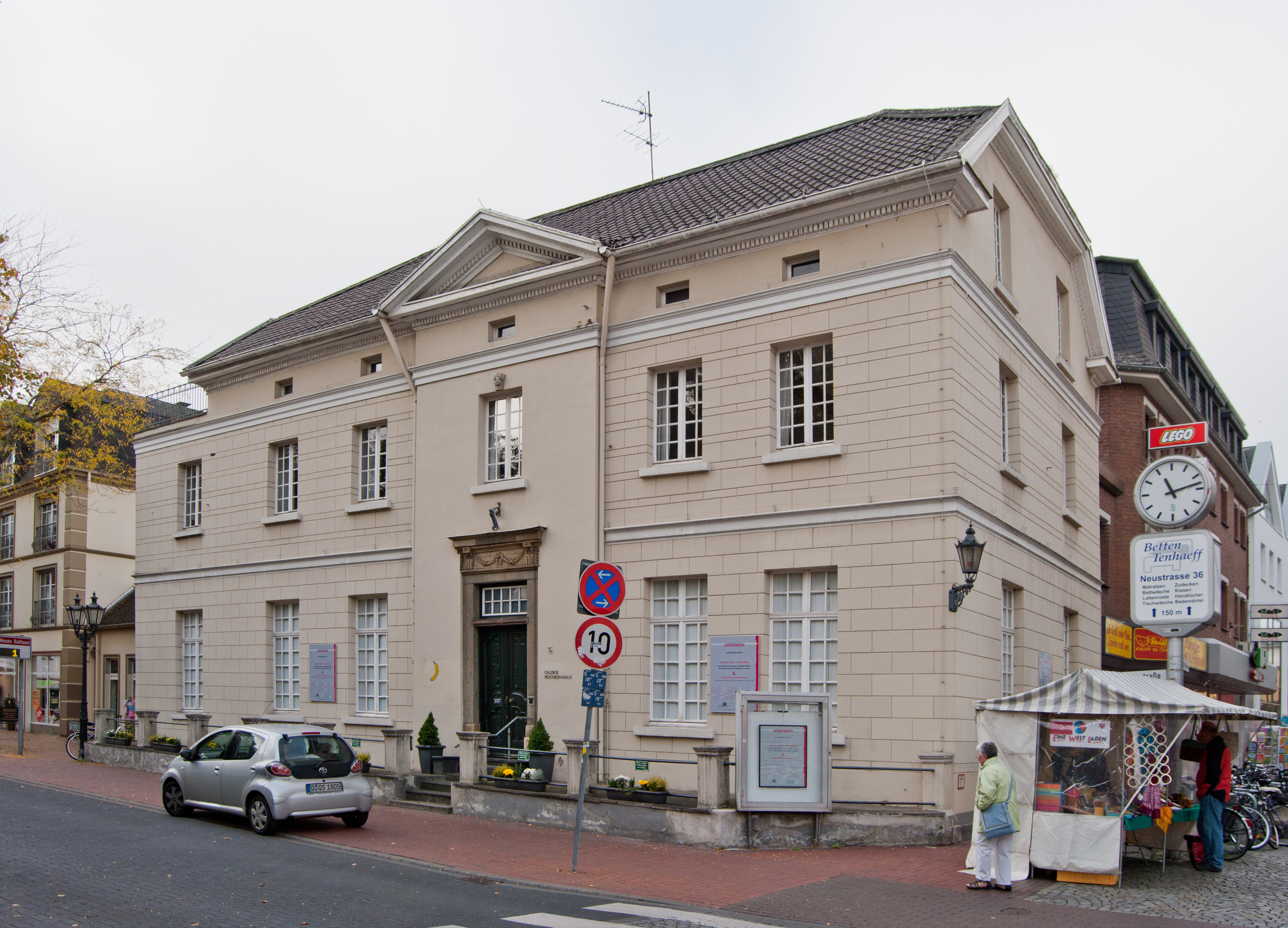
Galerie Peschkenhaus (September 2011)

Das Peschkenhaus stammt aus dem 15. Jahrhundert und ist das älteste erhaltene Bürgerhaus der niederrheinischen Stadt Moers. Die heutige Galerie steht unter Denkmalschutz und liegt am Neumarkt in der Innenstadt.
Es wurde um 1460 im spätgotischen Stil erbaut. Im 18. Jahrhundert wurde es zu einem kleinen Stadtpalais umgebaut, bevor es um 1800 seine klassizistisch verputzte Fassade erhielt. Von 1972 bis Ende 2002 beherbergte das Gebäude die Städtische Galerie Peschkenhaus. Seinen Namen verdankt es der Familie Peschken, die es spätestens seit 1903 bis 1963 bewohnte.
Heute dient das Peschkenhaus als überregionale Ausstellungs- und Begegnungsstätte. In wechselnden Ausstellungen werden Kunstwerke und Exponate zeitgenössischer Kunst dargeboten. Es wird von dem 2007 gegründeten Kunstverein Peschkenhaus Moers e. V. geführt. Das unter der Nummer 10 in die Denkmalliste der Stadt Moers eingetragene Baudenkmal kann für Trauungen genutzt werden.